# Чарські піски

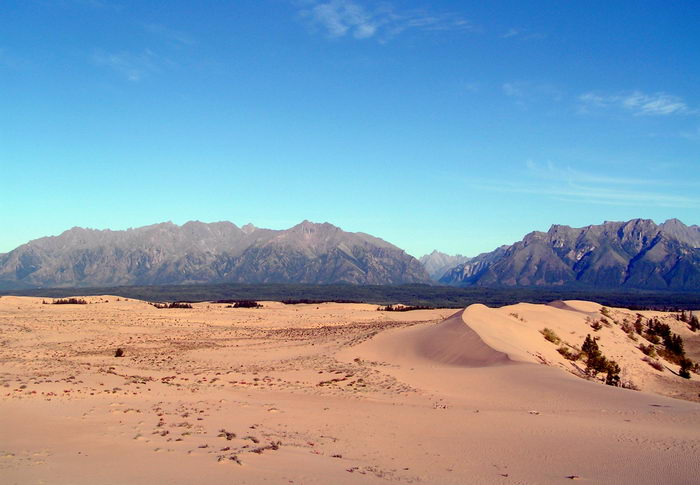
Вид на хребет Кодар з урочища Чарські піски.

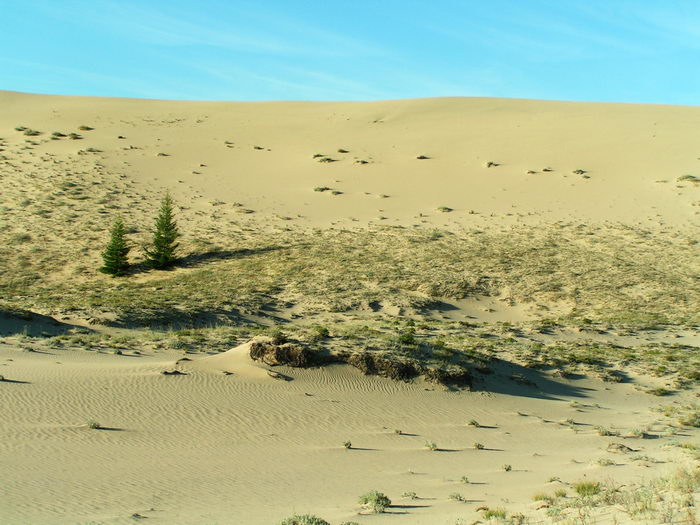
Бархан в урочищі Чарські піски.

Чарські піски — урочище в  Каларському районі Забайкальського краю, що є піщаним масивом розміром приблизно 10 км на 5 км. Розташований в Чарській улоговині, в передгір'ях хребта Кодар, за 9 км від села Чара, між долинами річок Чара, Середній Сакукан і Верхній Сакукан. Масив є геологічним пам'ятником природи геоморфологічного типу федерального рангу. Оточений модринною тайгою і болотами. В 10 кілометрах знаходиться станція БАМу Нова Чара.
Масив простягається з південного заходу на північний схід у напрямку пануючих вітрів і займає площу близько 50 км². У жодній улоговині Забайкалля немає настільки великих масивів сипучих рухомих пісків. Піски кварцові, дрібно- і середньозернисті, добре обкатані, флювіогляціальні плейстоценового часу утворення, згодом перероблені вітром. Піщані маси формують пасма, бархани і пасма барханів, з улоговинами видування. Довжина окремих барханів 150–170 м, висота до 80 м. Круті північно-східні схили мають похил до 32 градусів.
Чарські піски зовні схожі на пустелі Середньої Азії. Рослинність трохи відрізняється від тайгової. У зниженнях є ділянки з модринами, карликовими березами і вологолюбною сосною сланкою. У північно-східній частині урочища розташовані два невеликих озера — Оленка та Тайгове.